# Emiraat Tlemcen
Het emiraat Tlemcen of Ifraniden-emiraat Tlemcen, was een Kharidjitische staat in de centrale Maghreb in de 8e eeuw, gesticht door de Berberse Ifraniden, met als hoofdstad het nu Algerijnse Tlemcen.

## Geschiedenis
Na de islamitische verovering van de Maghreb kwamen de Berbers in opstand tegen het soennitische Omajjaden-kalifaat. Deze opstanden werden in het midden van de achtste eeuw geassocieerd met de Kharidjietische leer, die een goed deel van de Maghreb met zijn puritanisme en egalitaire boodschap veroverde. De eerste islamitische staten in Noord-Afrika waren daardoor Kharidjitiesch. In de centrale Maghreb stichtten de Rustamiden een koninkrijk met een hoofdstad in Tahert. Rond dezelfde tijd creëerde Abu Qurra, hoofd van de Ifren-stam, een Sufritisch koninkrijk bij Agadir (vroegere naam van Tlemcen).
Tijdens de opstand van de Zenata-stam van de Ifraniden riepen deze hun leider Abu Qurra tot kalief uit, en deze vestigde zich in Tlemcen. De stichting van deze stad wordt toegeschreven aan de Ifraniden, maar de site was al bezet door de Romeinse stad Pomaria. In 767 lanceerde Abu Qurra samen met de Kharidjites van Tahert en het Nafusagebergte een expeditie naar het oosten en omsingelde de Abbasidische gouverneur in het fort van Tobna in de Aures en bereikte Kairouan. Terug in Tlemcen, verenigde hij zich met de Maghraouides en moest hij de expansionistische doelstellingen van de Idrisiden onder ogen zien. De kalief Al-Mansoer stuurde een sterk leger uit het oosten onder de nieuwe gouverneur, Yazid ibn Hatim al-Muhallabi, die de Kharidjieten in Ifriqiya trotseerde, maar de rest van de Maghreb ontsnapte aan het gezag van de kalief van Bagdad.
Abu Qurra kon zijn afstammelingen niet toestaan een dynastie te stichten. Het koninkrijk heeft niet lang geduurd, in overeenstemming met de strikte regels van de Sufriten. Hij verwelkomde Idris I met open armen, wiens koninkrijk hij erkende en aldus brak met de Rostemiden. Idris I onderhandelde met de Maghrawa's over de overdracht van de stad Tlemcen. Een van zijn nakomelingen, Mohammed Sulayman, creëerde in de regio het "Sulaymani-koninkrijk", een staat die de steden leek te beheersen en die eindigde onder de sjiitische Fatimiden in 931. Tlemcen werd een vooraanstaande stad, groeiend in verband met de Arabische cultuur van Al-Andalus, maar op het platteland behielden Ifraniden hun heterodoxie. In 955 kwam hun leider Yala Ibn Mohamed in opstand tegen de Fatimiden.